# Prohierodula lineata
Prohierodula lineata es una especie de mantis de la familia Mantidae.

## Distribución geográfica
Se encuentra en el Congo.